# Princeton Tigers football
I Princeton Tigers football sono la squadra di college football dell'Università di Princeton. Il programma fa parte della NCAA Division I Football Championship Subdivision (precedentemente Division I-AA). Il programma di football di Princeton, assieme a quello della vicina Rutgers University, è il più antico della nazione, queste due scuole sono state le prime a scendere in campo per una gara di football durante la stagione 1869 e Princeton detiene ancora il record di titoli nazionali vinti.

## Storia

### La prima partita di football americano
Gli studenti provenienti dal College of New Jersey (ora Princeton University) si recarono a New Brunswick, New Jersey il 6 novembre 1869 affrontare il Rutgers College (ora Rutgers University) in una nuova versione del rugby chiamato "football". Rutgers vinse la partita inaugurale 6 "corse" a 4. Una settimana dopo, gli studenti della Rutgers restituirono il favore, per una rivincita, che vide la vittoria di Princeton. Dal momento che le squadre si divisero la serie di due partite, furono entrambe retroattivamente nominate campionati nazionali per la stagione 1869.

### Fino al secondo dopoguerra
Oltre al merito di aver inaugurato quel nuovo sport, i Tigers sono stati una delle squadre dominanti nel primo periodo della storia del football intercollegiale, vincendo 22 dei primi 40 titoli nazionali (tra il 1869 ed il 1909). La lenta trasformazione dello sport per mano di personaggi come John Heisman e Walter Camp, ma soprattutto la discesa in campo di un numero sempre maggiore di scuole, causarono una parabola discendente per i college della Ivy League. I Tigers vinsero il loro ultimo campionato nazionale nel 1950, quando Dick Kazmaier, il vincitore dell'Heisman Trophy nel 1951 era al suo anno da junior.

### La formazione della Ivy League
Quando Brown, Columbia, Cornell, Harvard, Princeton, Yale, Dartmouth College e l'Università della Pennsylvania costituirono la conference denominata Ivy League nel 1955, fu imposto alle partecipanti il divieto di giocare gare di post-season nel football. Princeton si era sempre astenuta da queste gare, ma altre scuole possibili futuri membri della conference intendevano non vedersi preclusa questa possibilità, questo isolò e giocoforza indebolì le squadre della Ivy League sulla ribalta nazionale. Nonostante una stagione imbattuta nel 1964, Princeton non entrò tra le prime 10 squadre del ranking finale.

### La suddivisione della NCAA Division I
La NCAA Division I istituì una suddivisione tra i programmi di football nel 1978, definendo "I-A" le scuole più grandi, e "I-AA" per le più piccole. La NCAA aveva ideato la scissione ipotizzando la Ivy League nella categoria inferiore, ma questa non scese per le successive 4 stagioni. Incapace di giocare in modo competitivo contro i rivali di lunga data di Rutgers, Princeton smise di programmare la sfida dal 1980. Poi, nel 1982, la NCAA introdusse una regola che prevedeva una presenza media di almeno 15.000 spettatori per qualificarsi per l'adesione IA, ciò costrinse la Ivy League a una scelta: o separarsi o far scendere l'intera conference alla Division I-AA, venne scelta questa seconda ipotesi già a partire dalla suddetta stagione 1982. Malgrado Princeton sia giunta più di una volta nel ranking FCS di fine stagione, le regole imposte dalla Ivy League non le hanno permesso di giocare l'NCAA Football Tournament, la finale della Football Championship Subdivision.
Dal momento della formazione della Ivy League, Princeton ha ottenuto solo un modesto successo come programma di football, con nove campionati Ivy League e 10 10 Big Three championship dal 1955. Più recentemente, Princeton ha sostituito il capo allenatore Roger Hughes dopo dieci anni di servizio, con l'assistente allenatore della linea offensiva dei Cincinnati Bengals Bob Surace. Surace ha giocato centro a Princeton e si è laureato nel 1990.

## Impianti

### Palmer Stadium
Nel 1914, Princeton realizzò il Palmer Stadium, il terzo stadio di football mai costruito ed il secondo più antico stadio in attività fino alla sua demolizione nel 1996. Il Palmer Stadium fu modellato pensando al classico disegno dello stadio olimpico greco e poteva contenere 45.750 spettatori. Nel 1990 l'università decise la demolizione per far posto ad un nuovo stadio, rispetto al ben più costoso processo di restauro del vecchio impianto, via intrapresa nel 1984 da Yale per il suo Yale Bowl.

### Princeton University Stadium
Durante la costruzione del nuovo stadio, i Tigers giocarono una stagione di nove partite in trasferta, e la gara di homecoming contro Yale al Giants Stadium nel 1997. Il Princeton University Stadium fu inaugurato il 19 settembre 1998, con una capacità di 27.773 posti a sedere. Dopo otto anni di erba naturale, fu installato nel 2006 un FieldTurf soprannominato "Powers Turf" in onore di William C. Powers, classe Princeton 1979, punter All-Ivy per i Tigers e donatore di 10 milioni di dollari.

### Strutture per l'allenamento
I campi d'allenamento Finney-Campbell ad est del Princeton University Stadium sono anch'essi dotati di FieldTurf e consistono di circa 150 m² di impianti di gioco con segnature per football e lacrosse maschile e femminile.